# Danyjil Tracht
Danylo Oleksandrowytsch „Danyjil“ Tracht (ukrainisch Данило Олександрович Трахт; * 20. Februar 2003 in Dnipro) ist ein ukrainischer Eishockeyspieler, der seit 2020 bei Rauman Lukko in der U20 SM-sarja spielt.

## Karriere
Danyjil Tracht begann seine Karriere als Eishockeyspieler bei Dniprowskie Wolki in seiner Geburtsstadt. 2017 wechselte er zum Lokalrivalen Pridneprowsk Dnipro, mit dem er 2018 ukrainischer U16-Meister wurde. Nach diesem Erfolg ging er zum HC Panter Tallinn nach Estland, mit dem er in der zweithöchsten finnischen U17-Liga spielte. Nach einem Jahr dort und einem weiteren bei Harjun Kiekko, wo er neben den Spielen in der U17-Mannschaft auch bereits zu ersten Einsätzen im U18- und U20-Bereich sowie in der II-divisioona der Herren kam, wechselte er 2020 zu Rauman Lukko. Dort spielte er zunächst vor allem in der U18-Mannschaft. Mit dem U20-Team des Klubs wurde er 2022 finnischer Junioren-Meister.

### International
Im Nachwuchsbereich spielte Tracht für die Ukraine bei den U20-Weltmeisterschaften 2022 und 2023 in der Division I.
Für die Herren-Nationalmannschaft nahm Tracht erstmals an der Weltmeisterschaft der Division I 2023 teil. Dabei wurde er gemeinsam mit seinem Landsmann Illja Korentschuk und dem Japaner Yūshirō Hirano drittbester Scorer hinter seinen Landsleuten Oleksij Worona und Ihor Mereschko und gemeinsam mit Korentschuk zweitbester Torschütze hinter Hirano.

## Erfolge und Auszeichnungen
- 2018 Ukrainischer U16-Meister mit dem HK Pridneprowsk Dnipro
- 2022 Finnischer U20-Meister mit Rauman Lukko